# 판타스틱 4: 새로운 출발
《판타스틱 4: 새로운 출발》(영어: The Fantastic Four: First Steps)은 마블 코믹스의 슈퍼히어로 팀인 판타스틱 포를 원작으로 한 2025년 미국의 슈퍼히어로 영화이다. 마블 스튜디오가 제작하고 월트 디즈니 스튜디오스 모션 픽처스가 배급하며, 마블 시네마틱 유니버스(MCU)의 37번째 영화이자 판타스틱 포 영화 시리즈의 두 번째 리부트이다. 이 영화는 맷 샤크먼이 감독을 맡았으며, 조시 프리드먼, 에릭 피어슨, 제프 캐플런, 이언 스프링거가 각본을 맡았다. 주연으로 페드로 파스칼, 버네사 커비, 에번 모스배크랙, 조셉 퀸이 타이틀 팀으로 출연하며, 줄리아 가너, 세라 나일스, 마크 게이티스, 너태샤 리온, 폴 월터 하우저, 랠프 아인슨이 함께 출연한다. 영화에서 판타스틱 포는 1960년대에서 영감을 받은 복고미래적인 그들의 세계를 행성 포식 우주적 존재인 갈락투스(이네슨)로부터 보호해야 한다.
20세기 폭스는 2015년 영화 판타스틱 4의 실패 이후 새로운 판타스틱 포 영화 작업을 시작했다. 2019년 3월 스튜디오가 디즈니에 인수된 후, 프랜차이즈의 통제권은 마블 스튜디오로 이전되었고, 같은 해 7월 새로운 영화가 발표되었다. 존 와츠는 2020년 12월 감독으로 확정되었으나 2022년 4월 하차했다. 샤크먼은 그해 9월 캐플런과 스프링거가 각본을 작업할 때 그를 대신했다. 2023년 초에 캐스팅이 진행 중이었고, 프리드먼은 3월에 각본을 다시 쓰기 위해 합류했다. 이 영화는 팀의 기원 이야기를 피함으로써 이전 판타스틱 포 영화들과 차별화된다. 피어슨은 2024년 2월 중순까지 각본을 다듬기 위해 합류했으며, 이때 주요 출연진과 제목 《더 판타스틱 포》가 발표되었다. 부제는 7월에 추가되었고, 촬영은 잉글랜드 파인우드 스튜디오와 잉글랜드 및 스페인의 현지에서 2024년 11월까지 진행되었다.
《판타스틱 4: 새로운 출발》은 2025년 7월 21일 로스앤젤레스 도로시 챈들러 파빌리온에서 시사회를 가졌고, 7월 25일 미국에서 개봉했다. MCU의 페이즈 6의 첫 번째 영화이다. 영화는 비평가들로부터 대체로 긍정적인 평가를 받았다. 속편은 현재 개발 중이다.

## 줄거리
지구-828에서 리드 리처즈, 수 스톰, 벤 그림, 조니 스톰이 우주선 노출로 인해 초인적인 힘을 얻고 판타스틱 포라는 슈퍼히어로 팀이 된 지 4년이 흘렀다. 가족 식사 중, 리드와 수는 조니와 그림에게 아이를 가졌다고 밝힌다. 팀의 축하는 실버 서퍼가 갑자기 나타나 행성을 집어삼키는 우주적 존재인 갈락투스에 의해 지구가 파괴될 것이라고 선언하면서 중단된다. 행성의 소멸을 수반하는 수많은 이상 현상을 연구한 후, 팀은 갈락투스와 지구의 운명에 대해 협상하기로 결정한다.
먼 은하계에 도착하자마자 가장 가까운 행성이 갈락투스의 우주선에 의해 즉시 파괴되고, 팀은 붙잡힌다. 갈락투스는 수의 뱃속에 있는 아이에게 엄청난 힘이 느껴진다며, 아이를 대가로 지구를 살려주겠다고 제안한다. 팀은 이를 거부하고 갈락투스와 실버 서퍼로부터 탈출한다. 지구로 돌아온 수는 프랭클린을 출산한다. 실패를 설명하는 재앙적인 기자회견 후, 세상은 갈락투스의 임박한 도착을 두려워하며 팀에게 등을 돌린다. 프랭클린을 품에 안고 수는 대중 앞에 나서 갈락투스를 물리치기 위해 필요한 모든 것을 할 것이라고 선언한다.
리드는 갈락투스의 손이 닿지 않는 곳으로 지구를 순간이동시켜 수 광년 떨어진 은하계에 숨기기 위해 순간이동 포털 네트워크를 고안한다. 그들이 포털을 활성화하기 시작하자마자 실버 서퍼가 포털을 파괴한다. 조니는 타임스 스퀘어에 있는 마지막 포털에 도달하려는 그녀를 막고, 그녀의 언어를 배운 후 그녀가 자신의 세계를 같은 운명에서 구하기 위해 기꺼이 갈락투스의 전령이 된 샬라-발이라는 것을 알아낸다. 샬라-발은 탈출하지만, 조니가 그녀에게 갈락투스가 이미 소모한 모든 세계의 기록을 들려주어 그녀의 선택과 모순되게 만든다.
프랭클린을 미끼로 삼아 팀은 갈락투스를 타임스 스퀘어 포털로 유인하여 지구에서 멀리 떨어진 곳으로 순간이동시키려 한다. 계획은 실패하고, 갈락투스는 팀의 본부에서 아기를 데려간다. 수는 방어막 생성 능력으로 갈락투스를 포털 안으로 밀어 넣고, 리드는 프랭클린을 구한다. 수가 과로로 힘이 빠지기 시작하자, 조니는 그를 다시 밀어 넣으려 한다. 마음을 바꾼 샬라-발은 그를 막고 대신 자신을 희생하며, 갈락투스는 포털에 흡수되어 공허 속으로 던져진다.
리드, 그림, 조니는 힘이 다하여 사망한 수를 회복시킨다. 그러나 리드가 프랭클린을 그녀의 가슴에 놓자, 프랭클린의 새로이 깨어난 힘이 그녀를 소생시킨다. 그 후 팀은 승리로 축하를 받는다. 4년 후, 수가 홀로 프랭클린을 돌보고 있을 때, 녹색 망토와 철 가면을 쓴 가면의 남자가 그들에게 다가온다.

## 출연진
- 페드로 파스칼 - 리드 리처즈 / 미스터 판타스틱:
고도로 지능적인 과학자이자 판타스틱 포의 리더로, 몸의 어떤 부분이든 길게 늘릴 수 있다.[4][5] 맷 샤크먼 감독은 리드를 지구상에서 "가장 과학적으로 지능적인 사람"이며, 스티브 잡스, 알베르트 아인슈타인, 로버트 모세스를 조합한 인물로 묘사했다.[5] 파스칼은 캐릭터의 신체적 특징보다는 리드의 정신이 자신에게 가장 중요하다고 말했고, 캐릭터에 접근할 때 "문어의 뛰어난 지능"을 고려했다고 말했다.[6] 그는 또한 이전 판타스틱 포 영화에서 요안 그리피드나 마일스 텔러와 같은 캐릭터 묘사와는 대조적으로, 만화에서 리드의 여러 반복에서 영감을 얻었다고 언급했다.[7] 샤크먼은 리드 역 캐스팅이 가장 어려웠지만, 파스칼이 영화에서 오랫동안 함께 작업해온 관계 덕분에 최적의 선택이라고 생각했고, 《새로운 출발》에서 함께 작업하는 것은 "운명적인 일"이었다고 말했다.[2]
- 버네사 커비 - 수 스톰 / 인비저블우먼:
리드의 임신한 아내이자 조니의 여동생이며, 힘의 장을 생성하고 투명해질 수 있는 판타스틱 포의 일원이다.[4][8] 그녀는 퓨처 파운데이션의 설립자로,[9] 전 세계적인 비무장화와 평화를 달성했다. 샤크먼은 수를 지구상에서 "가장 감성적으로 지능적인 사람"으로 묘사했다. 커비는 수의 다양한 만화 속 묘사를 자신만의 캐릭터 버전으로 통합하는 것을 즐겼으며, 모성을 핵심 주제로 삼았다. 여배우는 수가 부정적인 페르소나 "맬리스"를 맡는 만화 연재에 집착했으며, 수가 "착하고 다정한 어머니의 고정관념"이 되지 않도록 그 버전의 요소를 자신의 연기에 포함했다고 말했다.[5]
- 에번 모스배크랙 - 벤 그림 / 더 싱:
리드의 가장 친한 친구이자 전 우주비행사이며, 피부가 오렌지색 암석 층으로 변하여 초인적인 힘과 내구력을 얻은 판타스틱 포의 일원이다.[4][5] 모스배크랙은 그림과 드라마 더 베어 (2022년~현재)의 그의 캐릭터 리치 제리모비치 사이에서 유사점을 발견하며, 둘 다 "깊이 충성스러운 사람들"이자 "강한 코드, 도덕성, 가족 의식을 가진 투사"라고 언급했다.[10] 모스배크랙은 보철 메이크업 대신 모션 캡처와 컴퓨터 생성 이미지(CGI)를 통해 더 싱을 연기했으며,[11] 같은 기술을 사용하여 마블 시네마틱 유니버스(MCU)에서 헐크를 연기하는 마크 러펄로와 이 과정에 대해 논의했다.[12] 모스배크랙이 모션 캡처 슈트를 입고 연기하는 것 외에도, 다른 배우들이 캐릭터가 차지하는 공간을 참조할 수 있도록 배우가 다른 신체 확장 장치를 사용하거나 실물 크기의 더 싱 의상을 입은 스탠드 인을 사용하여 일부 장면이 다시 촬영되었다.[5] 샤크먼은 더 싱의 외모에 가장 적합한 참조를 찾기 위해 과학자들과 상담하고 사막 바위를 연구했으며;[13] 더 싱에 대한 그가 원하는 모습과 일치하는 특정 사막 바위는 "제니퍼"라고 불리며 시각 효과 팀의 조명 참조로 세트장에서 촬영되기도 했다.[14]
- 조셉 퀸 - 조니 스톰 / 휴먼 토치:
수의 오빠이자 불을 제어하고 비행할 수 있는 판타스틱 포의 일원이다.[4][15] 퀸은 크리스 에반스의 연기를 20세기 폭스 영화 판타스틱 4 (2005년 영화) (2005년)와 판타스틱 4: 실버 서퍼의 위협 (2007년)에서 좋아했지만, 자신의 연기를 에반스에 기반하지는 않았다.[16] 퀸과 케빈 파이기 프로듀서는 이전 묘사에서 조니의 여색을 밝히는 것에 대해 논의했고, 이것이 현대 관객들에게 "섹시"하게 여겨지지 않을 것이라고 결론 내렸다. 퀸은 자신의 버전을 "다른 사람의 감정에 덜 무감각하고" 자신의 관심 추구 행동을 더 자각하는 동시에, 많은 허세와 유머를 가지고 싶어 했다. 샤크먼은 조니가 농담으로 이를 가려도 똑똑하고 영웅적이라고 언급했다.[5]
- 줄리아 가너 - 샬라-발 / 실버 서퍼:
서프보드 같은 기구를 타고 우주를 여행하는 갈락투스의 금속 피부 전령이다.[17][18] 가너는 캐릭터와 갈락투스와의 관계에 "신비로운 에너지"가 있다고 말했다.[18] 그녀는 모션 캡처를 통해 실버 서퍼를 연기했으며,[19] 서핑 자세에 대한 연구와 만화책의 조각 같은 비서핑 자세를 결합했다. 가너는 캐릭터가 "[춤처럼] 우아하게 움직이기를" 원했다.[18]
- 세라 나일스 - 린 니콜스: 퓨처 파운데이션의 CEO[9]
- 마크 게이티스 - 테드 길버트: 《테드 길버트 쇼》의 토크쇼 진행자[20]
- 너태샤 리온 - 레이철 로즈먼: 학교 선생님이자 그림의 연애 상대[21]
- 폴 월터 하우저 - 하비 엘더 / 몰 맨:
서브테라니아의 지배자로, 그곳 주민들은 스스로를 몰로이드라고 부른다.[22][23] 샤크먼은 엘더를 인간성과 공동체 및 자기 백성을 돌보는 데 중점을 둔 노동조합 지도자에 비유했다.[22]
- 랠프 아인슨 - 갈락투스:
행성의 생명력을 흡수하는 거대한 우주적 존재이다.[24][5] 샤크먼은 그를 "거대한 140억 년 된 행성 포식 우주 뱀파이어"라고 불렀다. 아인슨은 갈락투스가 악하다고 생각하지 않고, 그를 "일종의 신"이자 "그저 행성을 먹는 큰 존재로서 할 일을 하는" 존재라고 불렀다. 배우는 이 역할을 준비하기 위해 높은 건물 꼭대기에서 시간을 보내며 "사색"했다. 케빈 파이기는 만화 속 갈락투스의 등장을 좋아했고 오랫동안 그를 사용하고 싶어 했다.[25] 아인슨은 갈락투스가 행성의 생명에 신경 쓰지 않는다고 말했는데, "그것은 그의 음식"이기 때문이며, 오직 "흥미로운" 것이 있을 때만 행성을 살려준다고 덧붙였다.[22] 파이기는 비디오 게임 포트나이트 배틀로얄 (2017년)에서 캐릭터의 클립을 참조용으로 공유했다.[26] 이 영화는 《실버 서퍼의 위협》의 구름 같은 디자인과 달리 만화책에 충실한 디자인을 사용한다.[25] 갈락투스의 보라색과 파란색 갑옷은 아인슨이 입을 수 있도록 제작되었는데, 샤크먼에게는 누군가가 "그 역할을 구현하는 것"이 중요했기 때문이다.[5] 아인슨은 갑옷 때문에 촬영 중간에 시원하게 지낼 수 있도록 지원팀을 두었다.[22]

또한 매슈 우드는 리드의 조수 역할을 하는 판타스틱 포의 로봇 H.E.R.B.I.E. (인간형 실험 로봇 B형 통합 전자장치)의 목소리를 맡았다. 샤크먼은 H.E.R.B.I.E.가 "약간 곤란하지만" "매력적이고 사랑스러우며", 팀에게 매우 귀중하다고 말했다. 아다 스콧은 리드와 수의 갓난아들인 프랭클린 리처즈로 출연하며, 샤크먼의 딸 메이지는 떨어지는 파편으로부터 휴먼 토치에게 구조되는 아이로 출연한다. 미공개된 1994년 영화 판타스틱 포 (미공개 영화)에서 타이틀 팀을 연기한 앨릭스 하이드화이트, 리베카 스타브, 제이 언더우드, 마이클 베일리 스미스는 판타스틱 포에게 감사하는 시민들로 카메오 출연한다. 로버트 다우니 주니어는 쿠키 영상에서 빅터 폰 둠 / 닥터 둠으로 크레딧에 오르지 않은 카메오 출연을 한다.

## 제작

### 배경
조시 트랭크가 공동 집필하고 감독한 20세기 폭스의 2015년 영화 판타스틱 4가 비평적, 상업적으로 실패한 후, 폭스는 프랜차이즈를 새로운 방향으로 이끌 방법을 모색하기 시작했다. 폭스는 10년 전에 팀 스토리가 감독한 두 편의 이전 판타스틱 포 영화를 제작했지만, 단순히 또 다른 판타스틱 포 영화를 만들고 싶지는 않았다. 2017년 6월까지 세스 그레이엄스미스는 원래 판타스틱 포 리더인 리드 리처즈 / 미스터 판타스틱과 수 스톰 / 인비저블우먼의 자녀인 프랭클린과 발레리아 리처즈에게 초점을 맞춘 새로운 영화를 쓰고 있었다. 만화 시리즈 얼티밋 판타스틱 포 (2004년~2009년)에서 영감을 받아, 이 각본에는 원조 판타스틱 포 멤버인 벤 그림 / 더 싱과 조니 스톰 / 휴먼 토치가 포함되었으며, 트랭크의 어두운 영화보다는 인크레더블 (2004년) 애니메이션 영화에 더 가까운 분위기로 아이들을 중심으로 묘사되었다. 그레이엄스미스의 각본은 마크 밀러의 동화 《킨더가든 히어로즈》를 각색한 카터 블랜처드가 쓴 별도의 각본에서 비롯되었다. 밀러는 이전에 폭스의 마블 기반 영화에 대해 자문을 해주었다. 2017년 7월, 마블 텔레비전 시리즈 리전 (2017년~2019년)의 제작자 노아 홀리는 만화와 이전 영화에서 판타스틱 포의 주요 적대자인 빅터 폰 둠 / 닥터 둠에 초점을 맞춘 별도의 영화를 개발하기 위해 고용되었다. 월트 디즈니 컴퍼니는 2019년 3월에 21세기 폭스를 공식적으로 인수하여, 폭스가 자회사 마블 스튜디오를 위해 통제하던 판타스틱 포를 포함한 마블 코믹스 캐릭터의 영화 판권을 획득했다. 폭스가 개발 중이던 마블 기반 영화들은 "보류"되었다.

### 개발

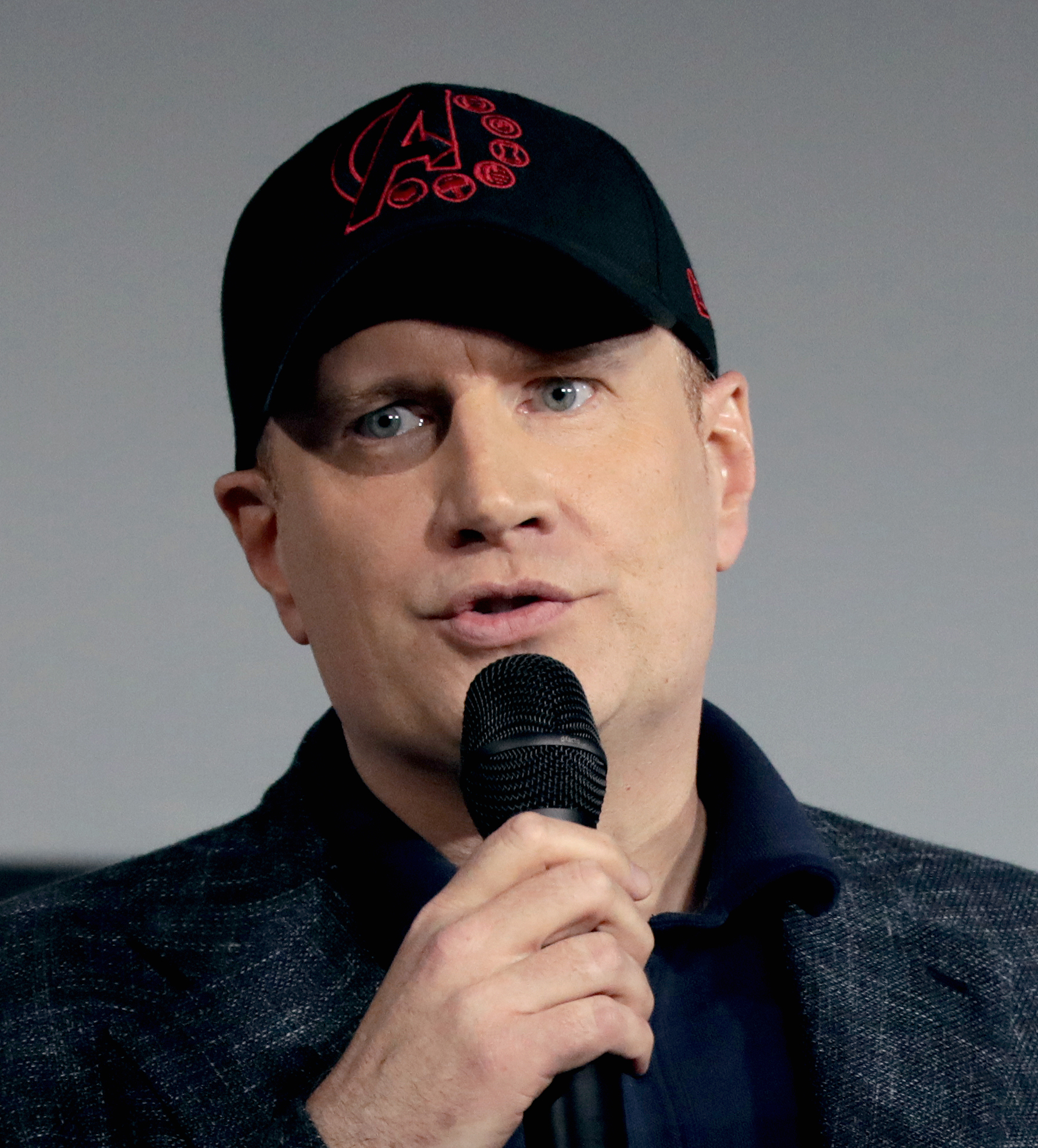
2019년 7월 샌디에이고 코믹콘 인터내셔널에서 프로듀서 케빈 파이기가 개발이 시작되었음을 확인했다.

마블 스튜디오 사장 케빈 파이기는 2019년 7월에 회사가 공유 세계관인 마블 시네마틱 유니버스(MCU)를 위한 새로운 판타스틱 포 영화를 개발 중임을 확인했다. 파이기는 캐릭터와 "마블의 첫 가족을 그들이 마땅히 받아야 할 플랫폼과 수준으로 끌어올리는 것"에 대해 기대감을 표했다. 2020년 12월, 파이기는 첫 세 편의 MCU 스파이더맨 영화 (2017년~2021년)를 감독했던 존 와츠가 이 영화를 감독할 것이라고 발표했다. 마블 스튜디오는 2021년 2월까지 작가들과 만남을 시작했다. 그해 6월, 디즈니 CEO 밥 차펙은 파이기와 마블 스튜디오가 판타스틱 포 프랜차이즈를 "개발"할 계획이라고 말했다. 와츠는 2022년 4월에 감독직에서 물러났는데, 스파이더맨: 노 웨이 홈 (2021년)의 코로나19 프로토콜과 후반 작업 과정에 "지쳐서" 슈퍼히어로 장르에서 휴식을 취하기로 결정했다. 그는 대신 영화 울프스 (2024년)를 감독하기로 선택했다. 그랜트 커티스와 닉 페핀은 마블 스튜디오 미니시리즈 문나이트 (2022년)에서 작업한 후 새로운 판타스틱 포 영화를 제작하고 있었다.
존 크러진스키는 MCU 영화 닥터 스트레인지: 대혼돈의 멀티버스 (2022년)에서 리드 리처즈 / 미스터 판타스틱 역을 연기한다. 크러진스키는 한동안 팬들 사이에서 이 역할에 대한 인기 있는 제안이었고, 새로운 영화 개발이 확정된 이후 특히 그가 리드 역에 캐스팅되었다는 소문이 돌았다. 그가 《대혼돈의 멀티버스》에서 연기하는 캐릭터 버전은 메인 MCU와는 다른 평행 우주인 지구-838 출신이며, 일루미나티의 일원이다. 《대혼돈의 멀티버스》 감독 샘 레이미는 파이기가 크러진스키를 이 캐릭터로 캐스팅한 것은 인기 있는 팬 캐스팅을 실현할 기회이기도 한 카메오 출연 때문이라고 말했다. 이는 크러진스키의 역할이 일회성인지 아니면 새로운 판타스틱 포 영화에 다시 출연할 것인지에 대한 추측으로 이어졌다. 크러진스키는 나중에 그 역할에 감사하지만 재연에 대한 논의는 없었다고 말했다.
마블 스튜디오는 2022년 6월까지 새로운 감독을 찾고 있었지만, 후보 목록을 좁히지는 못하고 있었다. 이 목록에는 유명 영화 제작자들이 포함된 것으로 알려졌으며, 파이기는 레이미처럼 자신 없이도 촬영 과정을 감독할 수 있는 감독을 찾고 있었다고 한다. 다음 달 샌디에이고 코믹콘 인터내셔널(SDCC)에서 파이기는 이 영화가 2024년 11월 8일에 MCU 페이즈 6의 첫 번째 영화로 개봉될 것이라고 발표했다. 촬영은 2023년에 시작될 예정이었다. 맷 샤크먼은 8월 말까지 초기 논의를 진행 중이었다. 그와 마이클 매슈스는 리드 캐롤린도 고려했던 물색에서 최종 후보로 고려되었다. 데드라인 할리우드는 샤크먼이 마블 스튜디오 미니시리즈 완다비전 (2021년)을 감독한 후 파이기와 친숙하다는 점에서 그가 적임자라고 느꼈다. 샤크먼이 마블 스튜디오에 제안한 내용은 판타스틱 포의 가족 중심 이야기를 다루는 것으로, 리드와 수가 이미 잘 알려진 슈퍼히어로가 된 후 부모가 되는 내용이었다. 샤크먼이 회의에서 갓 태어난 딸을 안고 있는 사진을 보여주자 경영진은 그가 최적의 선택이라고 확신했다. 샤크먼은 이후 《판타스틱 포》의 일정 때문에 계획된 스타트렉 영화에서 하차했으며, 그 기회를 놓치고 싶지 않았고 가족, 낙관주의, 기술에 대한 초점에 흥분하여 후자를 선택했다고 말했다. 파이기는 9월 디즈니의 D23 컨벤션에서 샤크먼이 감독을 맡을 것이라고 확인했다. 제프 캐플런과 이언 스프링거는 샤크먼이 고용되기 전부터 파이기와 함께 각본을 쓰고 있었다. 네 사람은 파이기와 샤크먼이 캐스팅을 시작하는 동안 영화에 대한 비전을 조율하기로 했다. 10월에는 개봉일이 2025년 2월 14일로 연기되었다.

### 사전 제작

#### 2023년 노동 파업 중 캐스팅 시작 및 물색

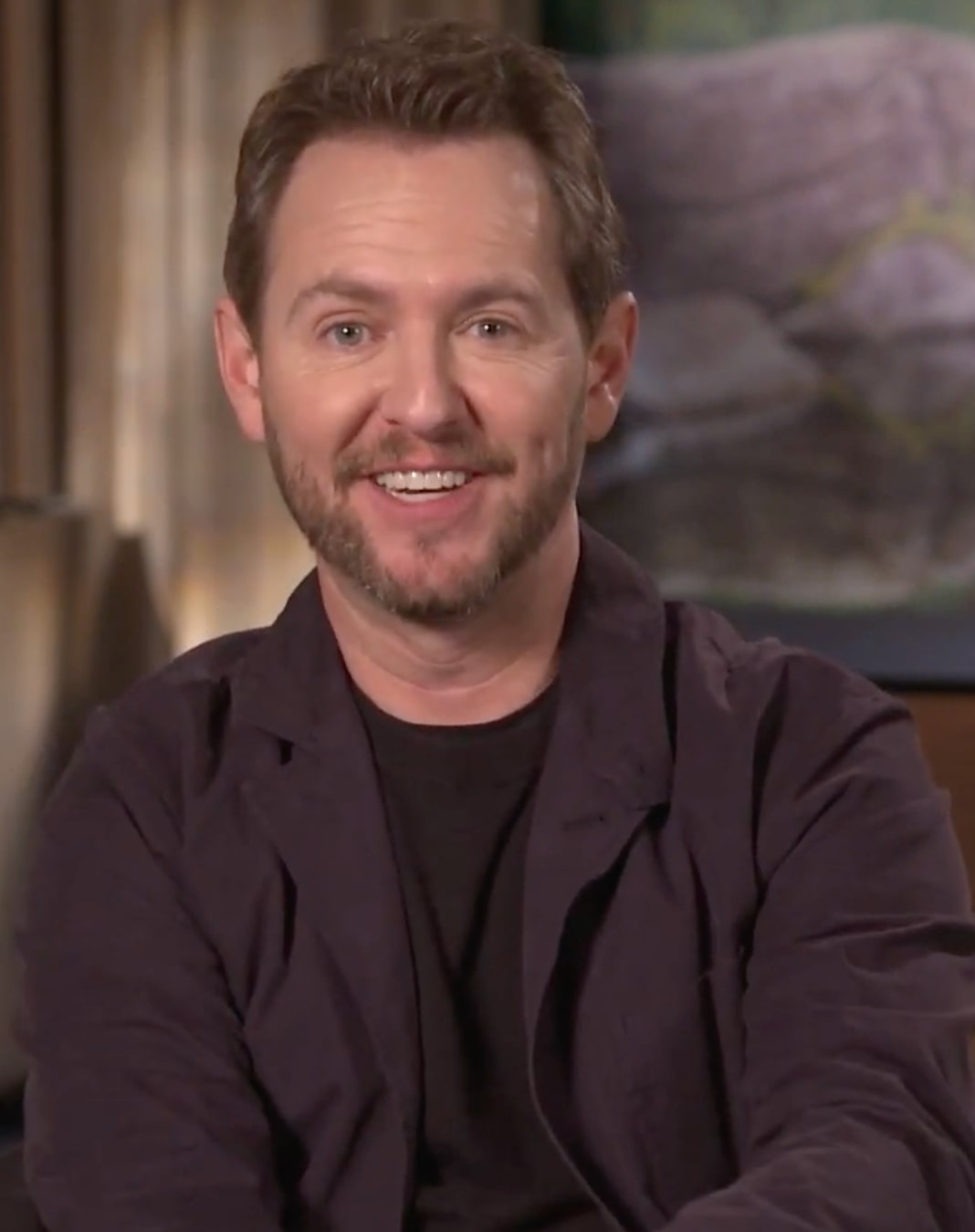
맷 샤크먼은 2022년 9월까지 영화 감독으로 고용되었다.

판타스틱 포의 캐스팅은 2023년 2월까지 시작되었으며, 수 스톰 / 인비저블우먼 역의 캐스팅에 중점을 두었다. 샤크먼은 캐스팅 과정이 팀의 가족 역학을 전달할 수 있는 배우를 찾아야 했기 때문에 가장 큰 도전이었다고 말했다. 파이기는 이 그룹이 앞으로 MCU의 큰 기둥이 될 것이라고 말했고, 스튜디오는 1961년으로 거슬러 올라가는 그룹의 오랜 역사에 부응하기 위해 "스스로에게 매우 높은 기준을 설정했다"고 말했다. 조시 프리드먼은 3월 말에 각본을 다시 쓰기 위해 고용되었다. 더 할리우드 리포터의 보리스 킷은 프리드먼의 고용이 가능한 톤 변화를 나타낸다고 믿었는데, 그는 많은 공상 과학 프로젝트를 썼지만 캐플런과 스프링거는 코미디로 더 잘 알려져 있었기 때문이다. 저널리스트 제프 스나이더는 프리드먼이 파이기와 샤크먼의 비전을 영화에 더 가깝게 만들기 위해 고용되었다고 보도했는데, 여기에는 갈락투스와 실버 서퍼를 포함한 1960년대 만화책의 우주적 요소가 많이 포함될 예정이었다. 샤크먼은 이전 판타스틱 포 각색작들이 팀의 기원 이야기를 "많은 공기를 차지하는" 빌런인 닥터 둠과 결합했다고 언급했다. 기원 이야기의 재탕을 피하고(영화는 팀이 능력을 얻은 지 4년 후에 시작됨) 갈락투스를 적대자로 사용함으로써, 그는 영화에 새로운 관점을 제시하고 있다고 느꼈다. 파이기는 잘 알려진 기원 이야기를 재탕하지 않고 피터 파커 / 스파이더맨을 MCU에 소개했던 방식과 유사하게 기원 이야기를 피하기로 결정했다고 말했다. 스나이더는 빅터 폰 둠 / 닥터 둠이 쿠키 영상에 나오는 등 작은 역할을 맡을 수도 있다고 보도했으며, 마블 스튜디오는 이 역할에 주요 스타를 캐스팅하기를 원했다.
5월에 2023년 미국작가조합 파업이 시작될 무렵, 촬영은 2024년 1월 런던에서 시작될 예정이었다. 스나이더는 마블 스튜디오가 애덤 드라이버와 엠마 스톤이 리드와 수를 연기하기를 원했지만, 스튜디오가 요구하는 높은 출연료를 지불하고 싶어 하지 않았기 때문에 둘 다 제안을 거절했다고 보도했다. 스나이더는 파이기가 스튜디오의 인재 지출을 억제하고 싶어 했다고 말했다. 6월에는 개봉일이 2025년 5월 2일로 연기되었다. 7월에 2023년 미국배우조합 파업이 시작되기 전에 마블 스튜디오는 크리스토퍼 애벗과 제이미 도넌을 포함한 여러 배우들과 함께 리드 역의 스크린 테스트를 진행했는데, 스나이더는 이 테스트가 "틀:강조 잘 진행되지 않았다"고 말했다. 스튜디오는 MCU 영화 스파이더맨: 파 프롬 홈 (2019년)에서 쿠엔틴 벡 / 미스테리오를 연기했던 제이크 질런홀에게 역할을 제안했지만, 그 역시 마블이 지불하고 싶어 하지 않는 출연료를 요구했다. 그들은 리드 역에 비백인 배우를 고려하고 있었고 페드로 파스칼이 관심을 보였지만, 그는 파업 중에는 대화에 참여하지 않았다. 8월에 에번 모스배크랙은 MCU 텔레비전 시리즈 퍼니셔 (2017년)의 첫 시즌에서 데이비드 리버맨 / 마이크로 역을 연기한 후 벤 그림 / 더 싱 역을 제안받았다. 마블 스튜디오는 만화에서 유대인으로 묘사되었지만 이전 판타스틱 포 영화에서는 유대인 배우가 연기하지 않았던 더 싱 역에 모스배크랙과 같은 유대인 배우를 캐스팅하는 데 전념했다. 데이비드 크럼홀츠는 온라인에서 이 역할을 위해 캠페인을 벌인 후 샤크먼과 만났지만 실패했다. 그는 대신 빌런 하비 엘더 / 몰 맨 역을 연기하기 위해 캠페인을 시작했다. 스나이더는 마블 스튜디오가 버네사 커비와 조셉 퀸을 수와 그녀의 오빠 조니 스톰 / 휴먼 토치 역으로 고려하고 있다고 보도했다. 니콜라스 갈리친도 조니 역으로 거론되었고 역할에 대한 대화를 나누었다. 마블은 맷 스미스에게 리드 역을 제안했지만, 이는 성사되지 않을 것으로 예상되었고, 대신 "진정한 영화 스타"를 찾고 있었다. 라틴계 배우가 갈락투스 역에 캐스팅될 것으로 예상되었다.
2023년 10월, 샤크먼은 2024년 초 잉글랜드 파인우드 스튜디오에서 촬영을 시작할 계획이며, 배우들은 SAG-AFTRA 파업이 끝나면 발표될 것이라고 말했다. 파업 기간 동안 제작진은 제작 디자인과 팀의 능력에 대한 초기 시각 효과 테스트 작업을 했다. 록키 (2021년~2023년) 시리즈의 제작 디자이너였던 카스라 파라하니와 여러 MCU 영화의 의상 디자이너였던 알렉산드라 번이 복귀했다. 팀의 의상은 판타스틱 포 1권 #256 (1983년)에서 소개된 디자인과 로저 코먼의 미공개 판타스틱 포 영화 (1994년)에서 입었던 의상과 유사하게 옅은 파란색에 흰색 넥라인으로 되어 있다.

#### 노동 파업 이후 및 캐스팅 발표
2023년 11월 배우 파업이 끝난 후, 파스칼은 리드 역을 맡기 위해 논의에 들어갔고 다른 약속들과 일정을 조율하고 있었다. 마블 스튜디오는 리드 역 배우를 먼저 찾는 것이 필수적이라고 판단하여 곧 다른 주연 역할에 대한 제안을 할 것으로 예상되었다. 샤크먼에 따르면 리드 역은 캐스팅하기 가장 어려운 역할이었다. 모스배크랙은 영화에 공식적으로 캐스팅된 첫 번째 배우였다. 퀸은 자신의 영화 글래디에이터 Ⅱ (2024년) 제작 중 파스칼이 리드 역으로 논의 중이라는 사실을 모른 채 파스칼에게 영화에 대한 조언을 구했다. 파스칼은 그런 역할을 맡을 계획이 없었으며, 영화가 자신의 계획을 "매우 갑작스럽게" 바꾸어 놓았다고 말했다. 안토니오 반데라스가 이 캐릭터와 연결된 후 하비에르 바르뎀은 갈락투스 역으로 고려되었는데, 바르뎀은 영화 F1 (2025년)과 잠재적인 일정 충돌이 있었다. 스나이더는 스튜디오가 보통 남자 캐릭터인 노린 래드인 실버 서퍼 역에 여자를 캐스팅하려고 한다고 보도했다. 2024년 1월, 스나이더는 촬영이 7월에서 9월 사이로 연기되었으며, 이로 인해 파스칼이 영화 웨폰 (2025년)에서 하차하게 되었다고 보도했다.

2024년 2월 마블 스튜디오가 타이틀 팀의 캐스팅을 확정하기 위해 공개한 발렌타인 데이 테마 아트워크. 이는 영화의 1960년대에서 영감을 받은 배경에 대한 추측을 불러일으켰다.

2024년 2월 14일, 마블 스튜디오는 발렌타인 데이 테마 발표를 통해 파스칼이 리드, 커비가 수, 퀸이 조니, 모스배크랙이 더 싱 역으로 캐스팅되었음을 확인했다. 공식 제목이 《더 판타스틱 포》인 이 영화는 2025년 7월 25일로 연기되었으며, MCU 영화 썬더볼츠*와 자리를 바꾸었다. 파이기는 주요 출연진을 확정함으로써 "작업의 90%가 완료되었다"고 말했다. 발표의 홍보 아트에는 1963년 12월 13일자 라이프 잡지가 포함되었는데, 표지에는 린든 B. 존슨이 있어 1960년대 배경을 암시했으며, 파스칼은 소셜 미디어에 홍보 아트를 공유할 때 비틀즈의 1960년대 노래들을 언급했다. 이 발표는 또한 만화 캐릭터인 H.E.R.B.I.E.라는 판타스틱 포의 로봇 동반자가 포함되었음을 밝혔다. 파이기는 나중에 이 영화가 1960년대 시대물이 될 것이지만, 멀티버스 내의 메인 MCU와는 다른 평행 우주에 설정될 것이라고 밝혔다. 영화는 지구-828에 설정된다. 샤크먼은 이를 "복고미래적인 60년대" 미학, 즉 "60년대에서 알려진 것의 일부이자, 결코 본 적 없는 것의 일부"라고 불렀다. 그는 만화가 처음 쓰여진 1960년대에 사람들이 가졌던 우주 경쟁의 낙관주의와 미래의 우주 여행자들의 아이디어를 참고했다. 샤크먼은 "저는 아폴로 11호의 모든 멋진 것들을 가져와서 닐 암스트롱과 버즈 올드린 대신 스톰 가족과 벤 그림, 리드 리처즈가 우주로 향한다고 상상하고 싶었습니다"라고 말했다. 그는 원래 창작부터 현재까지 모든 판타스틱 포 만화를 연구했으며, 특히 조너선 힉맨의 2009년~2011년 연재에서 주요 캐릭터를 다루는 방식에 영감을 받았다. 영화에는 힉맨의 연재에 나오는 퓨처 파운데이션 자선 단체가 포함된다. 샤크먼은 또한 스탠리 큐브릭의 영화 2001: 스페이스 오디세이 (1968년)와 산업 디자이너이자 예술가 시드 미드의 작품에서도 영감을 받았다. 그는 텔레비전 시리즈 필라델피아는 언제나 맑음 (2005년~현재)에서의 작업이 영화의 유쾌함, 협업, 즉흥 연기에 대한 그의 접근 방식에 영향을 주었다고 말했다.
2024년 2월에도 스나이더는 바르뎀이 갈락투스 역의 스튜디오 최고 선택이었다고 보도했다. 그들은 실버 서퍼 역의 배우들과 만남을 시작했고, 닥터 둠은 촬영 중에 캐스팅될 예정이었다. 마블 스튜디오를 위해 "프로젝트를 완성하는" 명성을 가진 에릭 피어슨은 각본을 다듬기 위해 "조용히 고용되었다". 4월에는 줄리아 가너가 샬라-발 / 실버 서퍼 역에 캐스팅되었다. 만화에서 샬라-발은 노린 래드의 연애 상대이며, 1999년~2000년 짐 크루거와 존 폴 레온의 지구-X 한정 시리즈에서 직접 실버 서퍼가 된다. 데드라인 할리우드의 저스틴 크롤은 당시 갈락투스 역에 제안을 받거나 논의 중인 배우가 없다고 보도했다. 《완다비전》의 작가 피터 캐머런은 다음 달까지 각본에 기여했다. 5월에는 폴 월터 하우저를 포함한 여러 배우들이 캐스팅되었는데, 하우저는 영화 초반부 시퀀스를 위해 하비 엘더 / 몰 맨 역에 캐스팅된 것으로 알려졌다. 하우저는 《필라델피아는 언제나 맑음》에서 샤크먼과 함께 작업했으며, 《더 판타스틱 포》에 합류하는 것에 대해 논의하기 위해 그와 만났다. 그는 처음에는 이전 판타스틱 포 영화들의 좋지 않은 평가 때문에 망설였지만, 각본, 출연진, 제작진에 감동하여 마음을 바꿨다. 존 말코비치는 이반 크라고프 / 레드 고스트 역에 캐스팅되었다. 이전 마블 영화들의 제안을 거절했는데, 제안된 출연료가 작업량에 비해 충분하지 않다고 느꼈기 때문이었다. 그는 영화 컷뱅크 (2014년) 이후 샤크먼과 다시 작업하기 위해 이 영화의 역할을 수락했다. 랠프 아인슨은 갈락투스 역에 캐스팅되었다. MCU 영화 가디언즈 오브 갤럭시 (2014년)에서 레이저 조종사로 출연한 바 있다. 너태샤 리온도 캐스팅에 합류했으며, 마블 스튜디오 애니메이션 시리즈 왓 이프...? (2024년)의 세 번째 시즌에서 오리지널 MCU 캐릭터 버디 더 덕의 목소리를 맡은 바 있다.
배우들과 함께 3주간의 리허설이 진행되어 샤크먼과 프리드먼과 함께 각본을 검토하며 서로의 관계와 1960년대 복고미래적인 배경에서 어떻게 존재할 것인지를 정의하는 데 도움을 주었다. 이 리허설에 대해 파스칼은 배우들이 각본을 "연극처럼 극적으로" 접근할 수 있게 해주었다고 설명했고, 각본이 아직 완성되지 않았다고 믿었던 모스배크랙은 연구를 공유하고 우주비행사와 과학자들과 상담할 수 있게 해주었다고 말했다. 2024년 6월 말, 파이기는 7월 말에 촬영이 시작될 것이라고 말했다. 7월 말 SDCC 전에 며칠간 사전 촬영이 이루어졌는데, 우주비행사 준비 구역, 《레츠 메이크 어 매치》라는 데이트 게임쇼 참가자로서의 더 싱, 리드가 진행하는 《미스터 판타스틱과 함께하는 판타스틱 과학》이라는 어린이 과학 쇼의 영상이 촬영되었다. 컨벤션에서 영화의 새로운 제목이 《판타스틱 4: 새로운 출발》로 발표되었다. 부제는 영화의 낙관주의와 우주 탐사 아이디어를 참조하지만, 샤크먼은 또한 추가적인 의미가 있다고 말했다. 이는 그러한 의미가 무엇일지에 대한 추측으로 이어졌다. 또한 SDCC에서 주연 배우들이 MCU 크로스오버 영화 어벤져스: 둠스데이 (2026년)와 어벤져스: 시크릿 워즈 (2027년)에 다시 출연할 것이라고 발표되었으며, 로버트 다우니 주니어가 이 두 영화에서 닥터 둠 역을 연기할 것이라고 발표되었다. 파이기는 다우니가 2008년부터 2019년까지 프랜차이즈에서 토니 스타크 / 아이언맨을 연기한 후 MCU로 돌아오기를 원했으며, SDCC 발표 약 1년 전부터 배우에게 둠 역을 맡길 것을 논의했다. 스나이더는 다우니가 《새로운 출발》 끝에 쿠키 영상에서 둠으로 소개될 것이라고 보도했다. 샤크먼은 발표 전부터 다우니의 캐스팅에 대해 알고 있었다고 말했지만, 나중에는 닥터 둠이 "자신의 영화의 일부가 아니며, 따라서 자신의 소관도 아니다"라고 말했다. 파이기는 나중에 《새로운 출발》의 사건들이 《둠스데이》의 이야기로 직접 이어질 것이라고 덧붙였다.

### 촬영
본 촬영은 2024년 7월 30일 잉글랜드 버킹엄셔의 파인우드 스튜디오에서 가제목 '블루 문'으로 시작되었다. 영화는 IMAX로 촬영되었으며, 《완다비전》의 촬영 감독이었던 제스 홀이 복귀했다. 촬영은 원래 2023년에 시작될 예정이었고, 파업 전에는 2024년 초에 시작될 예정이었다.
샤크먼은 영화가 1965년 스탠리 큐브릭이 만든 것처럼 보이기를 원했으며, 이는 카메라 렌즈 선택과 전반적인 "영화 제작 접근 방식"을 포함했다. 세컨드 유닛 촬영 감독인 팀 우스터는 일부 시퀀스를 위해 그의 아버지의 16mm 필름 카메라를 사용했다. 가능한 한 실용적인 세트와 소품이 사용되었다. 팀의 백스터 빌딩 펜트하우스는 "아늑한" 미드 센추리 모던 캘리포니아 주택에서 영감을 받은 2층의 연속된 세트였다. 2001: 스페이스 오디세이에서 영감을 받은 리드의 연구실은 세 부분으로 나뉜다: 연구 및 발명을 위한 빨간색 방, 생각하는 데 사용하는 칠판이 있는 노란색 방, 그리고 모니터링을 위한 통신 장비가 있는 파란색 방. 뉴욕의 가상의 양시 스트리트는 판타스틱 포 공동 창작자 잭 커비의 어린 시절 동안 도시의 유대인 지역이 어떻게 보였는지에 따라 만들어졌으며, 코셔 식료품점과 시나고그를 포함했다. 파인우드의 전체 백롯은 영화의 타임스 스퀘어 세트에 사용되었다. 실용적인 소품에는 축척 모형 효과를 내기 위한 판타스틱 포의 우주선 엑셀시어의 14피트(4.3m) 축척 모형; 목재 꼭두각시, 작동하는 머리와 팔이 있는 원격 제어 애니메트로닉스, 그리고 시각 효과의 조합으로 구현된 H.E.R.B.I.E.; 그리고 배우들과 함께 내부 촬영이 가능한 것과 효과 촬영에 사용하기 위해 "제거된" 것 두 가지 판타스티카 모델이 포함되었다. 파라하니는 판타스티카가 "실제로 유럽 자동차를 참조한 60년대 중반 미국 콘셉트카"를 기반으로 한다고 말했다. 터빈 흡기구와 인터페이스 제어 장치와 같은 강조 기능은 1950년대의 "복고미래"적인 모습을 가지고 있다.
로케이션 촬영은 10월 중순 잉글랜드 도싯의 더들 도어에서 이루어졌다. 리온은 그달 말에 자신의 장면 촬영을 마쳤다. 11월 중순에는 세라 나일스가 캐스팅된 것으로 밝혀졌다. 촬영은 11월 19일부터 22일까지 스페인 오비에도의 컨그레스 팔레스에서 유엔 본부를 배경으로 하는 장면을 위해 진행되었다. 촬영은 또한 잉글랜드 더비셔 데일스의 미들턴 광산에서도 이루어졌으며, 11월 말에 종료되었다.

### 후반 작업
2025년 4월, 마크 게이티스가 《테드 길버트 쇼》의 토크쇼 진행자인 테드 길버트 역으로 출연하는 것이 밝혀졌다. 한 달 후, 추가 촬영이 이루어졌고, 음향 디자이너 매슈 우드가 H.E.R.B.I.E.의 목소리를 맡은 것이 밝혀졌다. 7월, 샤크먼은 말코비치의 역할이 영화에서 잘렸으며, 이는 "가슴 아픈" 결정이었다고 밝혔다. 그는 말코비치의 레드 고스트 역이 원래 영화 초반부에 판타스틱 포의 초기 슈퍼히어로 시절을 기록하는 시퀀스의 일부로 계획되었으며, 여기에는 레드 고스트와 그의 슈퍼 에이프들과의 전투가 포함되었을 것이라고 설명했다. 샤크먼은 말코비치의 연기를 칭찬했지만, 그 시퀀스는 그룹 및 개인으로서의 판타스틱 포의 소개, 그들의 세계, 그리고 영화의 다른 여러 빌런들을 균형 있게 다루는 데 도움이 되도록 잘린 많은 시퀀스 중 하나였다고 말했다. 영화에는 슈퍼 에이프 오랑우탄 멤버인 피오토르의 짧은 카메오 출연이 남아 있다. 영화 개봉을 앞두고 여러 배우들의 역할이 밝혀졌는데, 여기에는 리드와 수의 갓난아들 프랭클린 리처즈 역의 아역 배우 아다 스콧, 몰 맨 역의 하우저, 린 니콜스 역의 나일스, 레이첼 로즈먼 역의 리온이 포함되었다. 미공개된 1994년 영화 판타스틱 포 (미공개 영화)의 주연 배우인 앨릭스 하이드화이트, 리베카 스타브, 제이 언더우드, 마이클 베일리 스미스가 《새로운 출발》에 출연하는 것이 밝혀졌다.
영화의 첫 번째 쿠키 영상은 로버트 다우니 주니어를 닥터 둠으로 소개하며, 후반 작업 동안 《둠스데이》와 《시크릿 워즈》 감독인 앤서니와 조 루소에 의해 촬영되었다. 샤크먼은 루소 형제가 《새로운 출발》 제작에 "매우 관여"했으며—세트를 방문하고 영화의 장면들을 시청하며—그들이 판타스틱 포와 영화 속 다른 캐릭터들에게 익숙해져서 "둠스데이에서 그들을 잘 다루고 제대로 대할 수 있기를" 원했다고 말했다. 각본은 프리드먼, 피어슨, 캐플런, 스프링거가 썼고, 스토리는 피어슨, 캐플런, 스프링거, 캣 우드가 썼다. 노나 코다이와 팀 로슈가 영화를 편집했으며, 스콧 스톡다이크가 시각 효과 감독을 맡았고, 시각 효과는 ILM, 프레임스토어, 소니 픽처스 이미지워크스, 디지털 도메인, 라이즈 FX, 그리고 웨타 FX가 제공했다.

## 음악
마이클 자키노는 2024년 7월에 작곡가로 발표되었으며, 그는 다양한 MCU 프로젝트의 음악을 담당했다. 그의 판타스틱 포와 갈락투스 음악은 그달 SDCC에서 드론 쇼 동안 미리 공개되었다. 그의 주요 판타스틱 포 테마는 8월 D23 컨벤션에서 자키노가 진행한 "마블 스튜디오 음악" 패널에서 전곡이 연주되었고, 그달 말 할리우드 볼에서 열린 《마블 스튜디오: 인피니티 사가 콘서트 경험》의 일환으로도 연주되었다. 더랩의 마이크 로는 이 테마를 "몽환적인 느낌과 미래를 지향하는 영웅적인 낙관주의, 그리고 우주 발사를 다루는 영화에서 기대할 수 있는 사운드 요소를 결합한 경쾌한 분위기"라고 불렀다. 그는 이를 MCU 영화 앤트맨 (2015년)의 음악과 비교했다. 이 테마는 2025년 6월 5일 할리우드 레코드와 마블 뮤직에서 디지털 다운로드 싱글로 발매되었으며, 안드레아 데츠만이 작곡하고 연주한 "렛 어스 비 디보어드"와 함께 7월 25일에 7인치 바이닐로도 제공될 예정이다. 자키노의 전체 음악은 2025년 7월 18일에 디지털로 발매되었다.

## 마케팅
2024년 4월 4일—"4–4 데이"로 알려진 날—마블 스튜디오는 휴먼 토치가 판타스틱 포 상징을 만드는 티저 포스터를 공개했다. H.E.R.B.I.E.가 있는 404 오류 페이지로 연결되는 링크가 포함되었는데, 이 페이지에는 마블 언리미티드에서 읽을 수 있는 판타스틱 포 만화 목록이 있는 퓨처 파운데이션 테마 페이지로 연결되는 QR 코드가 내장되어 있었다: 팀의 첫 등장인 《판타스틱 포》 1권 #1 (1961년); 갈락투스와 실버 서퍼의 첫 등장을 다룬 "갈락투스 트릴로지"로 알려진 《판타스틱 포》 1권 #48–50 (1966년); 그리고 1960년대를 배경으로 한 《판타스틱 포: 라이프 스토리》 #1 (2021년)이다. 7월 25일 SDCC에서 MCU 영화 데드풀과 울버린 상영 후, 펫코 파크 상공에서 드론 쇼가 갈락투스와 판타스틱 포 로고 이미지를 포함하여 이틀 뒤 마블 스튜디오의 홀 H 패널에서 발표될 내용을 예고했다. 그 패널에는 샤크먼과 주요 출연진이 참석했으며, 전체 제목을 공개하고 티저 영상을 상영했으며, 영화의 미래적인 판타스티카가 무대 위를 떠다녔다. 샤크먼은 티저 영상이 개발 중에 생성된 사전 촬영 영상과 프리비주얼리제이션 및 애니매틱스를 결합한 것이라고 설명했다. 이 영상은 "구식 4:3 비율"로 제시되었다. 추가 영상은 11월 D23 브라질에서 상영되었다.
첫 티저 예고편은 2025년 2월 4일에 공개되었다. 파스칼, 커비, 퀸, 모스배크랙은 "로켓 시티"로 알려진 앨라배마주 헌츠빌의 U.S. 우주 & 로켓 센터에서 팬 이벤트를 통해 티저를 공개했다. 이에 앞서, 판타스틱 포 이미지가 표시되는 텔레비전을 향해 아이들이 달려가는 짧은 "첫 티저의 티저"가 공개되었다. 벌처의 제시 데이비드 폭스는 아이들의 웃음소리에 사용된 저작권 없는 음향 효과를 지적하며, 이것이 의도적인 표시인지 아니면 영상이 너무 급하게 만들어진 것인지 궁금해했다. 코타쿠의 잭 츠비젠은 원래 영화 인디아나 존스 (1984년)를 위해 녹음된 이 널리 사용되는 음향 효과를 빌헬름의 비명 음향 효과에 비유했다. 그는 그렇게 짧은 클립에서 두 번 사용된 이유에 대해 혼란스러워했다. 전체 티저에 대해 엠파이어의 벤 트래비스는 영화가 "올바른 방향"으로 가고 있다고 느꼈으며, 분위기와 스타일, 그리고 만화에 대한 다양한 언급을 높이 평가했다. 여러 평론가들은 리드의 늘어나는 능력을 제외하고 판타스틱 포의 모든 능력이 보였다고 언급했다. 더 싱이 H.E.R.B.I.E.와 함께 요리하는 장면은 모스배크랙이 드라마 더 베어 (2022년~현재)에서 요리사 리치 제리모비치 역을 맡은 것과 비교되며 평론가들에게 주목받았다. 티저는 첫 24시간 동안 2억 2백만 회 조회되었으며, 데드풀과 울버린 (3억 6천 5백만 회)과 2021년 스파이더맨: 노 웨이 홈 (3억 5천 5백만 회) 다음으로 마블 스튜디오 예고편 중 세 번째로 높은 기록을 세웠다. 유튜브에서 가장 많이 트렌딩되는 영상이 되었고, 티저 출시 라이브 스트림은 마블의 역사상 가장 많이 시청된 라이브 스트림이 되었다. 티저와 함께 마블은 "출시를 준비하라"는 태그라인이 있는 여러 포스터도 공개했다. 이 중 하나는 일부 사람들이 인공지능(AI)으로 생성되었다고 믿는 비판을 받았는데, 한 여성의 얼굴이 여러 번 사용된 것처럼 보이고 손가락 수가 잘못된 것처럼 보이는 손을 지적했다. 마블은 AI가 사용되지 않았다고 부인했으며, 다른 평론가들은 이러한 문제가 부실한 포토샵의 결과일 수 있다고 제안했다. 2월 후반에 개봉된 MCU 영화 캡틴 아메리카: 브레이브 뉴 월드의 IMAX 상영에서는 《새로운 출발》 테마 카운트다운이 포함되었다.
2025년 시네마콘에서 공개된 영상은 가너의 실버 서퍼를 처음으로 선보였고, 영화에서 수와 리드가 아이를 가질 예정임을 밝혔다. 엔터테인먼트 위클리의 시드니 벅스바움은 수가 임신한 것이 영화의 제목에 "새로운 의미"를 부여했다고 말했다. 부제가 원래 발표되었을 때, 코믹북닷컴의 제나 앤더슨은 "새로운 출발"이 아이의 첫 발걸음을 의미할 수 있으며, 이는 리드와 수의 자녀인 프랭클린과 발레리아 리처즈 중 한 명의 등장을 암시한다고 이론화했다. 둘 다 이전 판타스틱 포 영화에서는 볼 수 없었다. 시네마콘 영상은 2025년 4월 4일에 전체 예고편이 공개될 것이라는 추측에도 불구하고 온라인에 공개되지 않았다. 대신 그날 판타스틱 포의 실루엣이 있는 새로운 "레트로 스타일" 포스터가 공개되었고, 영화에 대한 새로운 세부 사항을 밝히는 《엠파이어》 특집 기사도 함께 공개되었다. 시네마콘 영상은 이후 4월 17일에 예고편으로 공개되었다. IGN의 마이클 크라이프는 이 예고편이 티저보다 더 많은 액션을 포함하고 있으며, 리드의 늘어나는 능력을 처음으로 보여준다고 말했다. 평론가들은 또한 가너의 실버 서퍼에 대한 초점도 언급했다. 4월 말, 마블 코믹스와 마블 스튜디오는 판타스틱 포: 새로운 출발이라는 단편 만화를 발표했으며, 이는 7월 9일에 출시되었다. 이 만화는 맷 프랙션이 쓰고 마크 버킹엄이 그림을 그렸으며, 표지 아트는 필 노토가 담당했다. 마블 코믹스는 영화의 크리에이티브 팀과 협력하여 만화가 영화의 스타일과 톤에 맞도록 했고, 만화 팀은 촬영 중 세트를 방문했다. 이 만화는 판타스틱 포가 능력을 얻은 지 4주년이 되는 날 퓨처 파운데이션이 출판한 인-유니버스 만화로 제시되며, 팀의 초기 모험에 대한 "공식적인 재이야기" 역할을 한다.
파라하니가 감독한 리틀 시저스 피자 체인의 6월 광고에는 팀이 괴물 기간토와 싸우는 첫 판타스틱 포 만화책 이슈에 대한 오마주가 담겨 있다. 또한 6월, 파이기는 시네유럽에서 더 넓은 디즈니 프레젠테이션의 일부로 이 영화를 홍보했다. 영화의 새로운 예고편이 공개되었다. 판타스틱 포 테마 게임이 영화 개봉과 함께 탑골프 지점에 추가되었다. AMC 극장은 영화를 홍보하기 위해 갈락투스 한정판 팝콘 통을 출시했다. 이 용기는 9리터(2.37갤런)의 팝콘을 담을 수 있으며, 상업적으로 이용 가능한 가장 큰 팝콘 용기로 기네스 세계 기록을 세웠다.

## 개봉
《판타스틱 4: 새로운 출발》은 2025년 7월 21일 로스앤젤레스 도로시 챈들러 파빌리온에서 전 세계 최초로 공개되었다. 시사회는 디즈니+에서 생중계되었는데, 이는 디즈니 시사회로는 처음으로, 출연진 및 제작진과의 인터뷰와 영화의 독점 미리보기를 포함했으며, 생중계 후 다시보기가 가능했다. 시사회에는 마이클 자키노의 마블 스튜디오 로고 팡파르와 영화 상영에 앞서 대규모 오케스트라와 합창단이 무대에서 라이브로 연주하는 음악 선곡 오케스트라 스위트도 포함되었다. 이 영화는 7월 25일 미국에서 IMAX, ScreenX, 그리고 4DX로 개봉될 예정이다. 이전에는 2024년 11월 8일, 2025년 2월 14일, 그리고 2025년 5월 2일로 예정되어 있었다. 이 영화는 MCU 페이즈 6의 첫 번째 영화이자 시작이다.

## 평가

### 비평가 반응
로튼 토마토에서는 169명의 비평가 중 88%가 영화에 긍정적인 평가를 주었다. 이 사이트의 비평가 합의는 "탄탄한 출연진의 케미스트리와 매력적인 복고풍 1960년대 디자인의 이점을 누린 《판타스틱 포》는 마블의 첫 가족에게 합당한 대우를 해준다"이다. 메타크리틱은 46명의 비평가가 부여한 100점 만점에 65점의 가중 평균 점수를 바탕으로 "대체로 호의적인" 비평 반응을 요약했다.
버라이어티는 영화가 기원 이야기를 생략하고 팀이 활동하는 영웅으로서 이야기가 전개되는 점이 강점이라고 평가했다. 가디언의 피터 브래드쇼는 "환상적인 엉뚱함의 순수한 고립된 세계에서 재미있는 볼거리로 잘 어우러진다"고 썼으며, 1960년대 미학의 프로덕션 디자인이 "환각적"이라고 썼고, 슈퍼히어로 장르를 "부상"시켰다고 말했다. 더 할리우드 리포터의 데이비드 루니도 60년대 분위기를 비슷하게 칭찬하며, 자키노의 오케스트라 음악, 프로덕션 디자인, 의상이 서로 보완적이라고 느꼈다. 루니는 모스배크랙이 모션 캡처 캐릭터 뒤에서 "따뜻함과 감성"을 표현했으며, 가너의 "차가움"에서 "슬픔"으로 변하는 인물호를 강렬하게 연기했다고 썼다.

### 수상
《새로운 출발》은 제8회 아스트라 미드시즌 영화상에서 가장 기대되는 영화 부문 후보에 올랐다.

## 미래
《새로운 출발》의 속편은 2025년 6월에 개발 중인 것으로 보도되었다.

## 내용주
1. ↑  화면 밖에서 닥터 둠으로 밝혀진다.[3]